# Ultraleichtfluggelände Locktow

i7
i11
i13
Das Ultraleichtfluggelände Locktow ist ein Ultraleichtfluggelände im Landkreis Potsdam-Mittelmark. Es ist für Ultraleichtflugzeuge, einsitzige Segelflugzeuge bis 370 kg höchstzulässiger Abflugmasse in der Startart Ultraleichtflugzeugschlepp, eigenstartfähige, einsitzige Segelflugzeuge der Muster Ventus-2cM und Ventus-3M Performance Edition der Firma Schempp-Hirth in der Startart Eigenstart sowie ein Motorflugzeug des Musters VANS RV-7 (Kennzeichen D-EZKI) der Firma TopMeteo Wetter-Jetzt GbR zugelassen.

## Zwischenfälle
Am 5. April 2009 startete ein Ultraleichtflugzeug vom Typ Remos GX zu einem Rundflug. Der Pilot flog die Ortschaft Wüstemark in einer Höhe von etwa 50 Metern an, umrundete das Grundstück seines Bekannten und sank dann querab der westlichen Ortsgrenze auf circa 10 Meter Höhe. Nach dem Überfliegen der Dorfstraße ging der Pilot in einen Steigflug mit einer rechten Schräglage. In einer Höhe von 40 bis 50 Metern kippte das Flugzeug nach rechts ab und prallte nahezu senkrecht auf die  Grundstücksgrenze des eingezäunten Wohnhauses eines Bekannten des Luftfahrzeugführers. Der 68-jährige Pilot wurde bei dem Absturz tödlich verletzt und das Flugzeug völlig zerstört.